# Karl August Baars
Karl August Baars (auch Kaarel August Baars; * 1. Märzjul. / 13. März 1875greg. auf dem Gut Iigaste, heute Kreis Tartu, Estland; † 27. Februar 1942 in der Oblast Kirow, Sowjetunion) war ein estnischer Politiker der Zwischenkriegszeit.

## Frühe Jahre
Karl August Baars wurde als Sohn des Müllerehepaars Hans (1838–1914) und Miina Baars (1844–1905) im Süden des heutigen Estland geboren. Er besuchte zunächst Schulen in Kudina und Tartu, dann von 1888 bis 1896 das renommierte Hugo-Treffner-Gymnasium in Tartu.
Baars studierte von 1896 bis 1900 an der Rechtswissenschaftlichen Fakultät der Kaiserlichen Universität Jurjew, der heutigen Universität Tartu. Ab 1902 war er als Rechtsanwalt zunächst in Tartu, dann ab dem folgenden Jahr im livländischen Viljandi tätig. Daneben war er in Wirtschaftsunternehmen und bei Wirtschaftsvereinigungen sowie im Pressewesen aktiv. Baars war unter anderem verantwortlicher Redakteur und Herausgeber der Zeitung Viljandi Teataja, die ab 1910 erschien. Von 1908 bis 1920 war er Vorstandsvorsitzender der Viljandi Vastastikune Krediitühisus („Kreditvereinigung auf Gegenseitigkeit von Viljandi“) und von 1920 bis zu deren Liquidation 1934 Vorstandsvorsitzender der Sakala Pank.

## Politiker
Im Zuge der Gründung der Republik Estland wurde er auch politisch aktiv. Er gehörte in der Zwischenkriegszeit der sozialdemokratischen Estnischen Arbeitspartei (Eesti Tööerakond - ETE) an, die 1932 nach Parteizusammenschlüssen zur Nationalen Zentrumspartei (Rahvuslik Keskerakond - RKE) wurde.
Baars war ab 1917 Mitglied des Provisorischen Landtags des Gouvernements Estland. 1919/20 gehörte er der verfassungsgebenden Versammlung der Republik Estland (Asutav Kogu) an. Anschließend war er Abgeordneter in allen fünf folgenden Legislaturperioden des estnischen Parlaments (Riigikogu).
Von Oktober 1920 bis Januar 1921 war Baars Finanzminister der Republik Estland in der Regierung des Staatsältesten (Regierungschefs) Ants Piip. Im Januar 1921 war er außerdem kurzzeitig kommissarisch Gerichtsminister. Das Amt des Finanzministers hatte Baars erneut 1924 in der Koalitionsregierung des Staatsältesten Friedrich Karl Akel inne.
Von 1919 bis 1933 war Baars verantwortlicher Redakteur (und von 1920 bis 1922 Herausgeber) der einflussreichen Zeitung Sakala. Daneben war er Vorstandsvorsitzender der gleichnamigen Verlagsgruppe.

## Verhaftung von Tod
Mit der sowjetischen Besetzung Estlands wurde Baars im Januar 1941 in Viljandi verhaftet und ins Innere der Sowjetunion deportiert. Im November 1941 verurteilten ihn die stalinistischen Behörden zum Tode. Er starb noch vor der Vollstreckung seines Todesurteils im Februar 1942 in einem Arbeitslager in der Oblast Kirow.

## Privatleben
Karl August Baars war ab 1906 mit Frieda Sangernebo (1884–1949) verheiratet. 1930 wurde die Ehe geschieden. Karl August Baars war anschließend in zweiter Ehe mit Erna Kuurmann verheiratet.